# 互相矛盾
互相矛盾（英語：Contradictory to each other）在邏輯上是指兩者對立。 對立的意思是指兩者不能同時為真，但可同時為假。

## 區別
自相矛盾與對立（互相矛盾）的分別
自相矛盾的意思則是兩者不能同時為真，亦不能同時為假。在自相矛盾的故事中，店家聲稱他的盾能刺穿任何矛，又聲稱他的矛能刺穿任何盾，實際上不是自相矛盾，而是两者對立，即互相矛盾（两者能同時為假）。
有一些常見的謬誤把對立和矛盾混淆。例如如果兩者並沒有矛盾，只是對立，説話者卻限制少數選項，如：不是A，就是B！（假設A和B沒有矛盾關係），便是犯了假兩難的謬誤。

## 內容參考
- 矛盾不？纠结不？——对矛盾概念和对立概念的初步阐释（页面存档备份，存于）
- 《思考學堂》（梁光耀編寫）